# Tor Fuglset
Tor Fuglset est un footballeur norvégien né le 23 avril 1951 à Molde. Il évoluait au poste de milieu de terrain. 

## Biographie
Fugslet joue pour le Molde FK et différents clubs norvégiens, ainsi que le club néerlandais ADO La Haye.
Il joue également pour l'équipe nationale de Norvège à 8 reprises avant de se retirer du monde du football à seulement 21 ans. 
À 28 ans, il revient toutefois jouer au Molde FK, l'espace d'une saison, afin d'aider le club à remonter en Tippeligaen. 
Son frère aîné, Jan Fuglset, est également international norvégien.

## Palmarès
- Finaliste de la Coupe de Norvège en 1969 avec Fredrikstad
- Vice-champion de Norvège en 1971 avec le FK Lyn